# Vítor II, Príncipe de Anhalt-Bernburg-Schaumburg-Hoym
Vítor Carlos Frederico de Anhalt-Bernburg-Schaumburg-Hoym (alemão: Viktor Karl Friedrich von Anhalt-Bernburg-Schaumburg-Hoym), (2 de novembro de 1767 - 22 de abril de 1812) foi um príncipe alemão da Casa de Ascânia do ramo Anhalt-Bernburg e um governante do principado de Anhalt-Bernburg-Schaumburg-Hoym.

## Família
Vítor foi o primeiro filho do segundo casamento do príncipe Carlos de Anhalt-Bernburg-Schaumburg-Hoym com a condessa Leonor de Solms-Braunfels. Os seus avós paternos eram o príncipe Vítor I de Anhalt-Bernburg-Schaumburg-Hoym e da condessa Carlota Luísa de Isenburg-Büdingen-Birstein.

## Reinado
Vítor sucedeu ao seu ao seu pai no principado de Anhalt-Bernburg-Schaumburg-Hoym em 1806.
Passou grande parte do seu reinado em conflito com o meio-tio, Frederico de Anhalt-Bernburg-Schaumburg-Hoym, pelo governo do principado. Frederico dizia que a lei da progenitura de sucessão nunca tinha sido instalada formalmente e que, por isso, tinha o direito de governar juntamente com o seu sobrinho. Vítor acabou por morrer sem ter um filho varão e Frederico sucedeu-o, mas como não teve descendência, a Casa de Anhalt-Bernburg-Schaumburg-Hoym foi extinta após a sua morte.

## Casamento e descendência
Vítor casou-se em Weilburg, no dia 29 de outubro de 1793 com a princesa Amália de Nassau-Weilburg, filha do príncipe Carlos Cristiano de Nassau-Weilburg e da princesa Carolina de Orange-Nassau, através da qual era bisneta do rei Jorge II do Reino Unido. Tiveram quatro filhas:
1. Hermínia de Anhalt-Bernburg-Schaumburg-Hoym (2 de dezembro de 1797 - 14 de setembro de 1817), casada com o arquiduque José da Áustria; com descendência.
2. Adelaide de Anhalt-Bernburg-Schaumburg-Hoym (23 de fevereiro de 1800 - 13 de setembro de 1820), casada com o futuro grão-duque Augusto de Oldemburgo; com descendência.
3. Ema de Anhalt-Bernburg-Schaumburg-Hoym (20 de maio de 1802 - 1 de agosto de 1858), casada com o príncipe Jorge II de Waldeck e Pyrmont: com descendência.
4. Ida de Anhalt-Bernburg-Schaumburg-Hoym (10 de março de 1804 - 31 de março de 1828) casada com o futuro grão-duque Augusto de Oldemburgo, viúvo da sua irmã; com descendência.